# Pseudophengodes orbignyi
Pseudophengodes orbignyi is een keversoort uit de familie Phengodidae. De wetenschappelijke naam van de soort is voor het eerst geldig gepubliceerd in 1837 door Blanchard.